# A Jobboldal Hangja
A Jobboldal Hangja (szlovákul Hras Pravice) egy jobboldali, liberális politikai párt Szlovákiában. Elnöke Ondrej Matej. A pártot 2019. január 24-én alapították meg. A párt elindult volna a 2020-as szlovákiai parlamenti választáson is, azonban februárban visszaléptek a Szabadság és Szolidaritás javára.

## Külső hivatkozások
- a párt honlapja[halott link]